# ژیل پتروچی
ژیل پتروچی (انگلیسی: Gilles Petrucci؛ زادهٔ ۴ دسامبر ۱۹۶۸) بازیکن فوتبال اهل فرانسه است.